# Hearts
Hearts, eigentlich Black Lady, deutsch auch Schwarze Dame, ist ein stichbasiertes US-amerikanisches Kartenspiel, das im deutschen Sprachraum vor allem als Microsoft Network-Hearts oder das Microsoft-Netzwerk mit Herz bekannt ist, weil es dem Betriebssystem Microsoft Windows in einigen Versionen als multiplayerfähiges Kartenspiel beiliegt. Auch sind Free- und Shareware-Programme, teils mit Regelvariationen oder höherer Spielstärke, verfügbar. Es zählt im weiteren Sinne zu den vielen verschiedenen Whist-Varianten.
Für die Regeln der klassischen Variante siehe Schwarze Katze.

## Geschichte
Black Lady wurde Anfang des 20. Jahrhunderts aus dem klassischen US-amerikanischen Kartenspiel Hearts entwickelt. Das Spiel wurde erst 1909 von Foster erwähnt, der die Variante „Discard Hearts“, auch „Black Jack or Black Lady“ genannt. Beim Black Jack ist der Pikbube mit „zehn Herzen“ gewertet; beim Black Lady ist die Pikdame mit „dreizehn Herzen“ gewertet. Das Verlegen dreier Karten war schon eine Besonderheit wie der Name „Discard Hearts“ andeutet. Die verlegten Karten werden nach links geschoben. Die Berechnung ist einfach: für jedes Herz schreibt man einen (Straf)punkt; die Pikdame wird mit 13 Punkte gewertet.
Der „shooting the moon“ genannte Durchmarsch taucht 1939 in Großbritannien auf und zwar bei der Variante „Hitting the Moon“. Diese ist grundsätzlich Black Lady mit einem Durchmarsch-Möglichkeit ergänzt. Dieser Bestandteil ist noch heute eine gewöhnliches Element des modernen Black-Lady-Spiel.
Black Lady wurde in Microsoft Windows unter dem Namen „Microsoft Hearts“ eingeführt, weswegen der Verwechslung über die Namen.

## Spielregeln

### Ziel des Spiels
Ziel des Spiels ist es, wenn einer der Mitspieler 100 Punkte erreicht oder überschritten hat, möglichst wenige Punkte auf dem Konto zu haben.

### Spielkarten und Anzahl Spieler
Hearts wird mit vier Spielern und 52 Spielkarten (Kreuz, Pik, Herz, Karo; 2–10, Bube/Bauer, Dame, König, Ass; keine Joker) gespielt.

### Der Spielablauf
Die Karten werden gemischt und gleichmäßig auf alle Spieler aufgeteilt. Jeder hat nun 13 Karten auf der Hand, die nur er selbst einsehen kann.
Zu Beginn des ersten Spiels wählt jeder Beteiligte drei seiner Karten aus, die er verdeckt an seinen linken Mitspieler übergibt. Dieser nimmt die Karten auf die Hand. Nach dem Rundumtausch besitzt wieder jeder genau 13 Karten. Beim nächsten Spiel gehen die Karten von jedem Spieler aus nach rechts, beim übernächsten wechseln je zwei gegenüber sitzende Spieler drei Karten, vor dem Spiel danach wird überhaupt nicht getauscht. Dann geht es wieder von vorne los.
Derjenige, der die Kreuz Zwei auf der Hand hat, eröffnet das Spiel, indem er diese ausspielt: Er legt die Karte offen in die Mitte der Runde.
Sein linker Nachbar wirft die nächste Karte ab. Diese Karte muss allerdings im Normalfall dieselbe Farbe (Kreuz, Pik, Herz oder Karo) wie die schon liegende haben. Wenn nun beispielsweise Kreuz liegt, der Spieler, der am Zug ist, aber kein Kreuz auf der Hand hat, darf er eine beliebige Karte abwerfen. Zu beachten ist auch, dass im ersten Stich weder eine Herz-Karte noch die Pik Dame geworfen werden kann, es sei denn, dass der Spieler nur Herz oder nur Herz und die Pik Dame auf der Hand hat. In diesem Fall spricht man davon, dass der Spieler „beim ersten Stich blutet“.
Haben alle vier Spieler eine Karte abgelegt, wird der Stapel bei dem Spieler zurückgelegt, der die Karte mit dem höchsten Wert gelegt hat. Wer nicht bedient hat (also eine andersfarbige Karte ablegen musste), kann den Stapel nicht einziehen. Die Reihenfolge der Wertigkeiten lautet: 2–10, Bube, Dame, König, Ass.
Der Spieler, der den vorigen Viererstapel eingezogen hat, eröffnet den neuen Stich mit einer beliebigen Karte. Mit einer Herz-Karte kann aber nur dann der Stich begonnen werden, wenn im selben Spiel schon einmal mangels der passenden Farbe Herz abgeworfen wurde oder der Spieler nur noch Herz-Karten auf der Hand hat. Wurde eine erste Karte im Stich gelegt, sind wieder im Uhrzeigersinn alle anderen Spieler an der Reihe. Ab dem zweiten Stich können nun alle Karten abgelegt werden – auch Herzen und die Pik Dame.
Das Spiel ist beendet, wenn alle Karten abgeworfen wurden.

### Auswertung
Nach einem Spiel werden die Punkte jedes Mitspielers gezählt: Ein Herz auf seinem Stapel bedeutet einen Punkt, die Pik Dame gibt 13 Punkte.
Hat ein Spieler nach einem Spiel 26 Punkte auf seinem Stapel – also alle Herzen und die Pik Dame kassiert –, dann hat er den Mond abgeschossen beziehungsweise einen Durchmarsch gemacht oder einen Volltreffer gelandet; und die drei Mitspieler erhalten jeweils 26 Punkte, er selbst jedoch keine.
Die Punktzahlen werden je Spieler von Spiel zu Spiel aufsummiert. Es wird so lange gespielt, bis mindestens ein Mitspieler mindestens 100 Punkte erreicht hat. Das kann nach frühestens vier und spätestens 16 Spielen der Fall sein.
Ist eine Serie von Spielen abgeschlossen, gewinnt derjenige mit den wenigsten Punkten. Der Spieler mit den meisten Punkten belegt den letzten Platz. Wenn mehrere Mitspieler die gleiche Punktzahl erreicht haben, belegen sie gemeinsam den besseren Platz. Die höchste Punktzahl, mit der man Sieger sein kann, ist 103, ein alleiniger Sieg ist mit höchstens 102 Punkten möglich. Die höchste Punktzahl, die erreicht werden kann, beträgt 125.

## Varianten

### Black Maria
Beim Black Maria, auch Grüne Minna genannt, gelten, neben den Herzkarten (je -1 Minuspunkt) und Pik-Dame (- 13), der Pik-König mit 10 und Kreuz-Ass mit 7 Minuspunkten.

### „New Moon“
Nach einem Durchmarsch kann der Spieler – anstatt allen Mitspielern 26 Punkte zu geben („Old Moon“) – sich selbst 26 Punkte abziehen. In dieser Variation ist der Durchmarsch dadurch aufgewertet, dass er für den durchmarschierenden Spieler nie unmittelbar den Verlust der Spielrunde bewirken kann. Nach den klassischen Regeln ist dies der Fall, wenn der Durchmarsch einen oder zwei Gegner auf 100 oder mehr Punkte bringt, der Führende oder die Führenden aber vor dem Durchmarsch mehr als 26 Punkte weniger als der durchmarschierende Spieler hatte.
Ein weiterer Effekt der Variante „New Moon“ ist, dass die Spieldauer theoretisch unbegrenzt ist.
Darüber hinaus kann das Spiel mit kleinen Veränderungen mit 3, 5 oder 6 Spielern gespielt werden. Durch die dadurch veränderten Blattverteilungen sind unterschiedliche Spielstrategien vonnöten und machen somit das Spiel interessanter.

### 3-Spieler-Variante
Gespielt wird mit einem Blatt ohne Joker und ohne 2en (Kreuz, Pik, Herz, Karo; 3–10, Bube, Dame, König, Ass).
Jeder Spieler erhält somit 16 Karten.
Zu Beginn des ersten Spiels wählt jeder Beteiligte drei seiner Karten aus, die er verdeckt an seinen linken Mitspieler übergibt. Dieser nimmt die Karten auf die Hand. Nach dem Rundumtausch besitzt wieder jeder genau 16 Karten. Beim nächsten Spiel gehen die Karten von jedem Spieler aus nach rechts. Vor dem Spiel danach wird überhaupt nicht getauscht. Dann geht es wieder von vorne los.
Derjenige, der die Kreuz Drei auf der Hand hat, eröffnet das Spiel. Gespielt wird ansonsten ganz normal.
Da es nur 12 Herzkarten gibt, ist die Pik Dame auch nur 12 Punkte wert.
Hat ein Spieler nach einem Spiel 24 Punkte auf seinem Stapel, so erhalten alle anderen Mitspieler je 24 Punkte oder entscheidet sich dafür, dass er selbst −24 Punkte erhält und alle anderen Mitspieler je 0 Punkte.
Gelegentlich wird nur eine Zwei (oder Drei) herausgenommen, so dass jeder Spieler 17 Karten bekommt.

### 5-Spieler-Variante
Gespielt wird mit einem Blatt ohne Joker und ohne Pik 2 und Karo 2. Jeder Spieler erhält somit 10 Karten.
Zu Beginn des ersten Spiels wählt jeder Beteiligte drei seiner Karten aus, die er verdeckt an seinen linken Mitspieler übergibt. Dieser nimmt die Karten auf die Hand. Nach dem Rundumtausch besitzt wieder jeder genau 10 Karten. Beim nächsten Spiel gehen die Karten zwei Plätze nach links, dann drei, vier und zum Schluss fünf Plätze (es wird also nichts getauscht). Dann geht es wieder von vorne los.
Derjenige, der die Kreuz Zwei auf der Hand hat, eröffnet das Spiel. Gespielt wird ansonsten ganz normal.
Die Pik Dame ist 13 Punkte wert, da 13 Herzkarten im Spiel sind.

### 6-Spieler-Variante
Gespielt wird mit einem Blatt ohne Joker und ohne 2en (Kreuz, Pik, Herz, Karo; 3–10, Bube, Dame, König, Ass).
Jeder Spieler erhält somit 8 Karten.
Zu Beginn des ersten Spiels wählt jeder Beteiligte drei seiner Karten aus, die er verdeckt an seinen linken Mitspieler übergibt. Dieser nimmt die Karten auf die Hand. Nach dem Rundumtausch besitzt wieder jeder genau 8 Karten. Beim nächsten Spiel gehen die Karten zwei Plätze nach links, dann drei, vier, fünf und zum Schluss sechs Plätze (es wird also nichts getauscht). Dann geht es wieder von vorne los.
Derjenige, der die Kreuz Drei auf der Hand hat, eröffnet das Spiel. Gespielt wird ansonsten ganz normal.
Da es nur 12 Herzkarten gibt, ist die Pik Dame auch nur 12 Punkte wert.
Hat ein Spieler nach einem Spiel 24 Punkte auf seinem Stapel, so erhalten alle anderen Mitspieler je 24 Punkte oder er entscheidet sich dafür, selbst −24 Punkte zu erhalten (bei gleichbleibendem Punktestand für die restlichen Spieler).

### Karo-Bube
In einigen Varianten ist der Karo-Bube −10 Punkte wert, d. h. es werden 10 Punkte wieder vom Konto abgezogen. Dadurch bekommen die Karo-Karten (besonders Bube, Dame, König, Ass) eine wichtige strategische Rolle. Zudem ist es mit dieser Variante schwerer, einen Durchmarsch (den Mond abschießen) durchzuführen, da nun neben den Herz-Karten und der Pik-Dame auch noch der Karo-Bube mit ergattert werden muss. Oft wird aber auch so gespielt, dass man den Karo-Buben für einen Durchmarsch nicht zu fangen braucht.

### Die Sonne abschießen
Bekommt ein Spieler nicht nur alle Punkte, sondern sogar alle Stiche, so schießt er die Sonne ab. Der Spieler, der die Sonne abschießt, erhält keine Punkte; alle Mitspieler erhalten je 52 Punkte. Bei den Varianten mit 3 oder 6 Spielern werden je 48 Punkte verteilt. Bei einem Spiel nach der Regelvariante „New Moon“ kann der Spieler wie bei einem normalen Durchmarsch auch die Punkte sich selbst abziehen und den Punktestand der Gegner unverändert lassen.

### Weitere Varianten
- Statt eines Spielendes bei 100 Punkten, kann auch eine andere Punktzahl (üblicherweise durch 50 teilbar) vereinbart werden.
- Ein Spieler, der 100 Punkte (bzw. die vereinbarte End-Punktzahl) exakt erreicht, darf 50 oder 100 Gutpunkte von seinem Punktestand abziehen.
- Es dürfen auch im ersten Stich Punktekarten abgeworfen werden.

## Hearts in der Literatur
In der Novelle „Herzen in Atlantis“ von Stephen King aus der Novellensammlung Atlantis spielt das Kartenspiel eine zentrale Rolle, wobei King davon ausgeht, dass die Spielregeln bekannt sind. In der Liebesgeschichte, die in den 1960er Jahren handelt und auch eine Auseinandersetzung mit den Protesten gegen den Vietnamkrieg beinhaltet, versucht der Ich-Erzähler seine Spielsucht zu besiegen.